# Helmut Güldner
Helmut Eugen Güldner (* 13. Januar 1923 in Remscheid; † 15. April 1977 in Düsseldorf) war ein deutscher Bildhauer und Medailleur.

## Leben
Helmut Güldner war Schüler und Schwiegersohn von Bruno Eyermann. 1941 wurde er zum Reichsarbeitsdienst und 1942 zum Militärdienst eingezogen. Nach dem Ende des Zweiten Weltkriegs lebte er in Bad Berka und ab 1955 in Leipzig, wo er gemeinsam mit seinem Schwiegervater künstlerisch tätig war. 1959 übersiedelte er in die Bundesrepublik Deutschland und nahm dort seinen Wohnsitz in Hanau.
Helmut Güldner fertigte insbesondere Porträtmedaillen von ausgeprägter Plastizität.

## Werke (Auswahl)
Medaillen
- o. J.: Ludwig Richter, Maler, Bronzeguss ohne Jahr, 83 mm (Privatsammlung)
- 1953: Mariä Himmelfahrt, siegelförmige Plakette, Modellabguss eines Glockendekors (Grassi Museum für Angewandte Kunst)
- 1954: 225. Geburtstag Gotthold Ephraim Lessing
- 1954: Medaille auf das Heinrich-Schütz-Fest Dresden
- 1955: Georg Agricola
- 1955: Hans Christian Andersen
- 1955: Adalbert Stifter
- 1955: Thomas Mann, Bronze, (Landesmünzkabinett Sachsen-Anhalt)
- 1956: Bertolt Brecht
- 1956: Heinrich Schütz
- 1956: Rembrandt van Rijn
- 1957: Joseph von Eichendorff
- 1957: Johann Gutenberg
- 1958: Friedrich Beyer, Bronze
- 1958: Richard Wagner
- 1962: Wilhelm Jesse, Bronze (Staatliche Münzsammlung München)

## Ausstellung
- 1959: Halle (Saale): Staatliche Galerie Moritzburg (mit Bruno Eyermann)